# Radostowo, Tỉnh West Pomeranian
Radostowo [radɔsˈtɔvɔ] (Friedrichslust của Đức)  là một khu định cư ở khu hành chính của Gmina Grzmiąca, thuộc hạt Szczecinek, West Pomeranian Voivodeship, ở phía tây bắc Ba Lan.
Trước năm 1945, khu vực này là một phần của Đức. Đối với lịch sử của khu vực, xem Lịch sử của Pomerania.